# Дискография Сергея Безрукова
Дискография Сергея Безрукова включает в себя несколько музыкальных альбомов, а также аудиокниг, радиоспектаклей и дисков с музыкой к спектаклям, в которых играл Безруков. Так же Сергей имеет собственную рок-группу под названием «Крёстный папа», в которой является вокалистом и гитаристом.

## Студийные альбомы
| Год выпуска | Название        | Комментарий                                                                                        |
| ----------- | --------------- | -------------------------------------------------------------------------------------------------- |
| 2008        | «Хулиган»       | Музыкальный альбом с песнями на стихи Сергея Есенина. Автором музыки выступил сам Сергей Безруков. |
| 2018        | «Крёстный папа» | В составе группы «Крёстный папа».                                                                  |
| 2018        | «Заповедник»    | В составе группы «Крёстный папа». Саундтрек к одноимённому фильму.                                 |

## Синглы
- 2002 — «Аисты» (слова и музыка — Владимир Высоцкий)
- 2003 — «Берёзы» (из т/ф «Участок») (совместно с группой «Любэ»)
- 2006 — «В осеннем парке» (слова и музыка — Олег Митяев)
- 2008 — «От героев былых времён» (из т/ф «В июне 41-го»)
- 2008 — «Тихая река» (из т/ф «В июне 41-го»)
- 2009 — «А заря» (из к/ф «Каникулы строгого режима») (совместно с группой «Любэ» и Дмитрием Дюжевым)
- 2010 — «На большом каретном» (слова и музыка — Владимир Высоцкий)
- 2012 — «Я люблю кровавый бой» (при участии Анатолия Белого и Антона Соколова) (из к/ф «1812: Уланская баллада»)
- 2013 — «Ещё не вечер» (слова и музыка — Владимир Высоцкий)
- 2013 — «Я не люблю» (совместно с группой «Casual») (слова и музыка — Владимир Высоцкий)
- 2013 — «Певец» (совместно со Светланой Сургановой, Андреем Князевым и группой «Casual») (слова и музыка — Владимир Высоцкий)
- 2014 — «Иван-да-Марья» (совместно с Екатериной Гусевой) (слова и музыка — Владимир Высоцкий)
- 2014 — «Охота с вертолётов» (слова и музыка — Владимир Высоцкий)
- 2015 — «Он не вернулся из боя» (слова и музыка — Владимир Высоцкий)
- 2017 — «Романс» (из к/ф «После тебя») (слова и музыка — группа «Сплин»)
- 2018 — «Не про нас»[8] (в составе группы «Крёстный папа»)
- 2018 — «Прорываться!»[9] (в составе группы «Крёстный папа»)
- 2018 — «С какой мы планеты»[10] (в составе группы «Крёстный папа»)

### Гостевое участие
| Год выпуска | Название                                            | Исполнитель        | Песня                                                      |
| ----------- | --------------------------------------------------- | ------------------ | ---------------------------------------------------------- |
| 2005        | «Ребята нашего полка»                               | «Любэ»             | «Берёзы»                                                   |
| 2005        | «Рассея»                                            | «Любэ»             | «Берёзы»                                                   |
| 2006        | «Митяевские песни. Часть 1»                         | Олег Митяев        | «В осеннем парке»                                          |
| 2010        | «Владимир Высоцкий. Натянутый канат 33 года спустя» | Разные исполнители | «На Большом Каретном»                                      |
| 2013        | «Всё время люди шли…»                               | «Casual»           | «Певец» (при участии Светланы Сургановой и Андрея Князева) |

### Саундтреки
| Год  | Фильм                      | Песня |
| ---- | -------------------------- | --- |
| 2003 | «Участок»                  | - «Берёзы» (совместно с группой «Любэ»)                                                                               |
| 2005 | «Есенин»                   | - «Хулиган (Вижу сон: дорога чёрная…)» - «Не бродить (Не бродить, не мять в кустах багряных…)» - «Сыпь, гармоника!..» |
| 2006 | «Заколдованный участок»    | - «Берёзы» (совместно с группой «Любэ»)                                                                               |
| 2008 | «В июне 41-го»             | - «Тихая река» - «От героев былых времён»                                                                             |
| 2009 | «Каникулы строгого режима» | - «А заря» (совместно с группой «Любэ» и Дмитрием Дюжевым)                                                            |
| 2012 | «1812: Уланская баллада»   | - «Я люблю кровавый бой»                                                                                              |
| 2016 | «После тебя»               | - «Романс» |
| 2018 | «Заповедник»               | - «Твои письма» - «Онегин» - «Почтальон» - «До скорой встречи» - «Молчание»                                           |

## Другие проекты

### Альбомы с музыкой к спектаклям
| Год выпуска | Название              | Комментарий |
| ----------- | --------------------- | --- |
| 2004        | «Страсти по Емельяну» | Музыкальный альбом с песнями из спектакля «Ведьма». Авторы слов — Иеромонах Роман и Виталий Безруков.                                             |
| 2009        | «Сирано де Бержерак»  | Музыка и песни к спектаклю «Сирано де Бержерак». В альбоме приняли участие Сергей Гамов, Сергей Безруков, Елизавета Боярская, Регина Щукина и др. |

### Аудиокниги
| Год выпуска | Название                               | Комментарий |
| ----------- | -------------------------------------- | --- |
| 2001        | «Серебряный ветер» (сборник)           | Стихи Сергея Есенина в исполнении Сергея Безрукова.                                                                                              |
| 2002        | «Любовь к трем апельсинам»             | Аудиокнига по сказке Леонида Филатова, в которой Сергей Безруков озвучивает более двадцати героев.                                               |
| 2002        | «Азазель»                              | Аудиокнига по роману Бориса Акунина, в которой Сергей Безруков озвучивает Эраста Фандорина.                                                      |
| 2003        | «Про Федота-стрельца, удалого молодца» | Аудиокнига по сказке Леонида Филатова, в которой Сергей Безруков озвучивает всех персонажей, кроме Маруси-голубицы. Её озвучила Ирина Безрукова. |

### Участие в других проектах
| Год выпуска | Название                | Комментарий |
| ----------- | ----------------------- | --- |
| 2003        | «Петя и Волк»           | Симфоническая сказка Сергея Прокофьева и Жана-Паскаля Бентюса в исполнении Олега Табакова и Сергея Безрукова.                                                           |
| 2008        | «Анна Каренина»         | Радиоспектакль по роману Льва Толстого, в котором участвуют Олег Табаков, Марина Зудина, Сергей Безруков, Андрей Смоляков, Евгений Писарев, Евгения Добровольская и др. |
| 2008        | «Сказки»                | Сборник детских сказок в исполнении Сергея и Ирины Безруковых. |
| 2014        | «Посвящение Лермонтову» | Альбом со стихами Лермонтова и с песнями на его стихи в исполнении Сергея Безрукова, Антона Хабарова, Валерии Ланской и др.                                             |

## Видеоклипы
| Год выпуска | Название                 | Исполнитель |
| ----------- | ------------------------ | --- |
| 2002        | «Мои ясные дни»          | Олег Газманов |
| 2002        | «Синдерелла»             | Валерия Лесовская |
| 2003        | «Берёзы»                 | Любэ и Сергей Безруков |
| 2008        | «От героев былых времен» | Сергей Безруков |
| 2009        | «А заря»                 | «Любэ», Сергей Безруков и Дмитрий Дюжев                                                                                   |
| 2012        | «Печали Каменного пояса» | Олег Митяев, Сергей Безруков, «Ариэль», «Братья Енотовы», «Aerium», МС Кор и Боцман, «Vita», Kid Digital и Георгий Анохин |
| 2015        | «Он не вернулся из боя»  | Сергей Безруков |
| 2017        | «Романс»                 | Сергей Безруков |
| 2018        | «Не про нас»             | Сергей Безруков & «Крёстный папа»                                                                                         |
| 2018        | «Прорываться!»           | Сергей Безруков & «Крёстный папа»                                                                                         |
| 2018        | «С какой мы планеты»     | Сергей Безруков & «Крёстный папа»                                                                                         |
| 2019        | «Твои письма»            | Сергей Безруков & «Крёстный папа»                                                                                         |